# Дољани (Љевоча)
Дољани (слч. Doľany) насељено је мјесто са административним статусом сеоске општине (слч. obec) у округу Љевоча, у Прешовском крају, Словачка Република.

## Становништво
| Година:    | 1994. | 2004.    | 2014.    | 2024.    |
| ---------- | ----- | -------- | -------- | -------- |
| Број људи: | 274   | 430      | 655      | 901      |
| Разлика:   |       | +56,93 % | +52,32 % | +37,55 % |

| Година:    | 2023. | 2024.   |
| ---------- | ----- | ------- |
| Број људи: | 865   | 901     |
| Разлика:   |       | +4,16 % |

Према подацима о броју становника из 2011. године насеље је имало 586 становника.